# Alta Alsacia

Escudo de la Alta Alsacia, que fue adaptado por el cantón del Alto Rin

Alta Alsacia (en alsaciano Oww'relsass) es la parte meridional de Alsacia, que corresponde aproximadamente a los departamentos actuales del Alto Rin y Territorio de Belfort. Junto con la Baja Alsacia es una de las subdivisiones históricas de Alsacia. 
Este nombre, o su equivalente alemán (Oberelsass), se utilizó durante el Sacro Imperio Romano Germánico y bajo el Antiguo Régimen entre 1648 y 1789. Bajo el Imperio alemán, en el que se integró Alsacia-Lorena de 1870 a 1918, formó un bezirk (distrito), a la cabeza del cual se encontraba un bezirkspräsident, equivalente al prefecto francés. Su capital es Colmar. Las principales ciudades son:
- Belfort, 55.000 habitantes. Prefectura del Territorio de Belfort.
- Colmar, 67.000 habitantes. Aglomeración principal de Centro-Alsacia (Rouffach-Sélestat) y prefectura del Alto Rin.
- Mulhouse, 110.000 habitantes. Aglomeración principal de Sur-Alsacia comportando 278.000 habitantes (INSEE). La ciudad fue integrada a la Alta Alsacia en 1792 después de la caída de la República de Mulhouse.

La bandera del alta Alsacia es roja barrada de amarillo y ornada en ambas partes de las barras de tres coronas amarillas. Su unión con la bandera de la Baja Alsacia originó la bandera de la región de Alsacia. 

## Historia
La Alta Alsacia fue oficialmente anexionada por el Reino de Francia en 1648 por la Paz de Westfalia.